# Georg Schönbrunner
Georg Schönbrunner (* (vor) 1523; heimatberechtigt in Zug; † zwischen dem 10. März und 17. April 1568) war Offizier, Landvogt und Zuger Ratsherr.

## Leben und Wirken
Georg Schönbrunner wurde 1549 erstmals erwähnt. Er war Sohn des Wolfgang Schönbrunner, der 1523 starb. Früh verwaist wuchs er bei seinem Onkel Heinrich Schönbrunner auf, dessen Söhne 1528 und 1531 starben. Er heiratete Magdalena, Tochter des Schultheissen Heinrich Wyss von Bremgarten. Schönbrunner schrieb das Tagebuch seines Onkels fort und erbte von diesem das Schloss St. Andreas in Cham.
Schönbrunner wurde Schlosser. Er war Grossweibel, zwischen 1548 und 1562 wiederholt Richter sowie von 1549 bis 1568 Ratsherr in Zug. Zwischen 1543 und 1557 trat er mehrmals als Hauptmann in französischen und päpstlichen Solddienst. Von 1558 bis 1560 war Schönbrunner Landvogt in Locarno.
Ottaviano Raverta, Bischof von Terracina und päpstlicher Nuntius, wählte 1556 Georg Schönbrunner als Vertreter des Standes Zug aus. Dieser nahm am Amtsantritt von Papst Paul IV. teil und wurde mit den anderen Innerschweizer Gesandten zum Ritter geschlagen.

## Belege
1. ↑  Rudolf Hess: Heinrich Schönbrunner 1498–1537. S. 49, 72.
2. 1 2 3  Renato Morosoli: Georg Schönbrunner. In: Historisches Lexikon der Schweiz.  13. Januar 2011.
3. ↑  Rudolf Hess: Heinrich Schönbrunner 1498–1537. S. 73.

| Personendaten    | Personendaten                             |
| ---------------- | ----------------------------------------- |
| NAME             | Schönbrunner, Georg                       |
| KURZBESCHREIBUNG | Offizier, Landvogt und Zuger Ratsherr     |
| GEBURTSDATUM     | vor 1523                                  |
| STERBEDATUM      | zwischen 10. März 1568 und 17. April 1568 |